# 日暮真三
日暮 真三（ひぐらし しんぞう、1944年3月1日 - ）日本のコピーライター、作詞家。千葉県松戸市出身。明治大学フランス文学科中退。娘はロック歌手の日暮愛葉、実兄はビッグコミックの表紙イラストレーターの日暮修一。

## 略歴・人物
千葉県松戸市で酒問屋の息子として生まれる。大学1年目でイラストレーターをしていた兄のツテを伝い、プロダクションに入ると共に、久保田宣伝研究所（現・宣伝会議コピーライター養成講座）を受講。講師であった電通のコピー局長・近藤朔にスカウトされ、大学を中退し電通に嘱託社員として入社。翌年、銀座に広告企画室「ドーニカ」を設立。原宿のセントラルアパート461号室にあったプロダクション、「デルタモンド」でメンズウェアーJAZZの広告シリーズを制作、注目を集める。その後、「スタジオユニ」等を経て、1969年にライトパブリシティに入社。taka - Qの「袖の長さが気になりだしたら、資格あり」のコピーでTCC新人賞を受賞する。クリエイティブ集団「サイレンサー」に最年少で参加。翌年、クラレの広告で東京コピーライターズクラブクラブ賞を受賞すると、TOTOの新聞広告で2年連続クラブ賞を受賞。日経広告賞、毎日デザイン賞などを受賞。イラストレーターの伊坂芳太良と絵本「タウンゼント館」出版。1974年独立。銀座に「日暮真三事務所」を設立する。
アートディレクターで友人の長友啓典と共に、小学館の雑誌「GORO」で篠山紀信の激写シリーズの広告を担当するなどし、評判を呼んだ他、西武百貨店のメインコピーライターとしてテーマキャンペーンを数多く手がけ、「感度いかが？ピッ。ピッ。」で三度目のTCCクラブ賞を受賞。翌年、小学館の雑誌「写楽」のポスター「シャッターを切るようにページをめくれ」でTCC特別賞を受賞。その後は、田中一光と共に無印良品のネーミングを開発。その他にも多数の製品の広告コピーなどを担当したが、1980年後半以降、広告代理店の仕事に疑問を持ち、徐々に広告企画の仕事から撤退。東京コピーライターズクラブも辞し、コピーの仕事とあわせて作詞活動を始める。主にNHK「おかあさんといっしょ」の歌の制作をしていた。

## キャッチコピー
- 歩ける距離なら歩いて行こう。（クラレ）
- 長い時間をかけ苦労して育てた牛から わずか25足の靴しかつくれません。（同上・クラリーノ）
- マル秘ではありません。真似ができないだけです。（TOTO）
- 手洗いつき「お手洗い」。日本の発明です。（同上）
- 知性のふくらみをバストより大きくしたい。ラルフ・ローレン（西武百貨店）
- 結婚すると、女は自由になる。（同上）
- もっとイマジネーション。（同上）
- からだ、しなやかに。（同上）
- 飛びたい人の、（同上）
- 輝くか、目。（同上）
- 深まるか、愛。（同上）
- 「百恵 も 燃え 」篠山紀信写真展最後の山口百恵タイトル
- 自然はおいしい（農協牛乳）
- 時代が僕を生んだ。（KIRIN・ライトビール）
- わ、いいんだ。と小堺クン。（同上・ワインクラブ）
- 植物のチカラ（日清オイリオ）
- 情報が人間を熱くする。（リクルート）
- 僕たちは世界一おもしろい街に住んでいる。（ぴあ）

ほか多数。

## 受賞歴
- 東京コピーライターズクラブ賞を3度、同特別賞を2度受賞
- ニューヨークアートディレクターズクラブ賞金賞ダブル受賞
- 第1回日本ネーミング大賞優秀賞受賞（「無印良品」のネーミングにより）

その他、毎日デザイン賞、日経広告賞等を受賞。

## 作詞・脚本

### おかあさんといっしょ
- 体操「あ・い・うー」
- 「こんなこいるかな」（1991年）[3]
- 「あっちこっちたまご」（1988年）[4]
- 「スキスキおとうさん」（1990年）[4]
- 「ふたりはなかよし」（1991年）[4]
- 「ふたりでひとつ」（1991年）[4]
- 「ふしぎなあのこはすてきなこのこ」（1994年）[5]
- 「ふゆっていいな」（1995年）[5]
- 「あらって わらって」（1995年）[5]
- 「こまったくんとこまったちゃん」（1996年）[5]
- 「おおきいて ちいさいて」（1997年）[5]
- 「ないてたらね」（1997年）[5]
- 「どっこいしょ」（1997年）[5]
- 「せんたくものだゆう」（1998年）[5]
- 「ともだちはアンモナイト」（2001年）[6]
- 「このゆびとまれ」（2003年）[7]
- 「木もれ日の歌」（2005年）[7]
- 「はじめてはじめまして」（2008年）[8]
- 「それがともだち」（2011年）[8]
- 「おめでとうを100回」（2013年）[8]
- 「おしゃれフルーツ」（2016年）[9]
- 「ゆめみるゆっくりさん」（2025年）[10]
- ミニアニメ「こんなこいるかな」、「ふたりはなかよし」、「ふしぎなあのこはすてきなこのこ」、「ともだち8にん」の脚本、プロット

ほか多数。

### その他
- 「野坂昭如戦争童話集」の映像化脚本

- 「からだであそぼ」の楽曲「アイーダアイダ」
- 世界卓球選手権テーマソング「ネットを越えろ」
- 松田優作ラストアルバム

## 著書
- 「怒る犬」共著　岩波書店
- 「ふたりはなかよし」共著　講談社
- 「拝啓、サクラさく」共著　用美社
- 「ないてないであらってわらって」共著　学習研究社
- 「ふたりの12のものがたり」絵・宮沢りえ&娘　文・日暮真三 木楽舎